# Moses Kottler

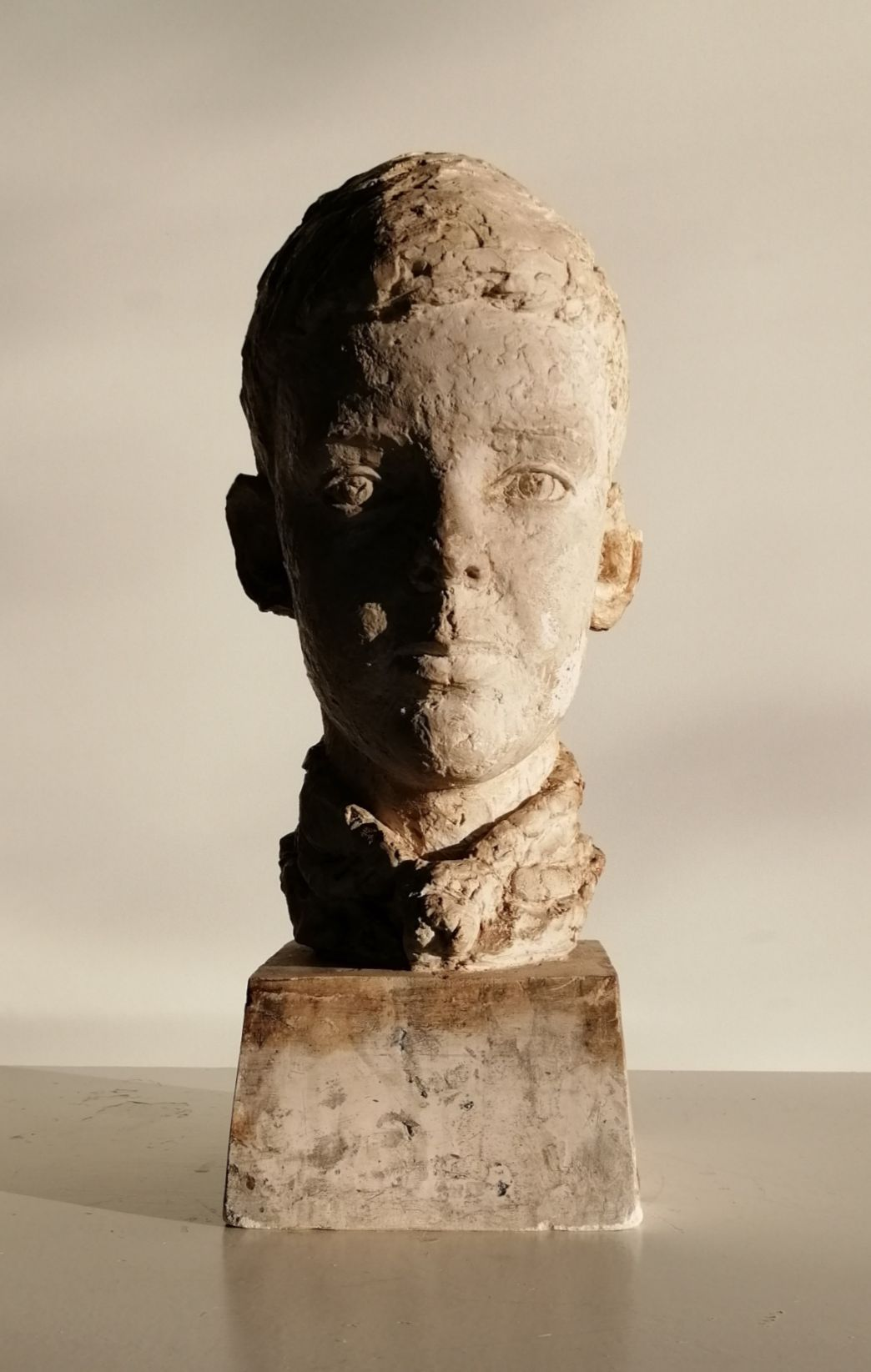
Moses Kottler: Porträt Frank Wunder, Gips.

Moses Kottler (* 1896 in Joniškis (Schaulen), Litauen; † 6. März 1977 in Johannesburg, Südafrika) war ein südafrikanischer Bildhauer, Maler und Zeichner. Er gilt neben Anton van Wouw und Lippy Lipshitz als einer der bedeutendsten südafrikanischen Bildhauer.

## Leben
Moses Kottler wurde 1896 in Joniskis im heutigen Litauen geboren. Schon in jungen Jahren zeigte er künstlerisches Talent. Er begann seine formale Ausbildung in Russland und zog später nach Europa, um seine Studien fortzusetzen. 1911 schrieb er sich an der Akademie der Bildenden Künste in München ein. 1915 zog Moses Kottler mit seinen Eltern nach Südafrika. Er lebte zunächst in Oudtshoorn. 1916 zog er nach Kapstadt. Dort freundete er sich mit dem Zeichner und Karikaturisten D.C. Boonzaier an, der einen großen Einfluss auf Moses Kottlers Karriere hatte. Anfang der 1920er Jahre studierte er an der Akademie der Bildenden Künste in Antwerpen und an der Académie Julian in Paris.
Moses Kottler malte in seiner Jugend, wandte sich aber ab etwa 1924 der Bildhauerei zu. Seine Werke erregten bald Aufmerksamkeit, sowohl in Südafrika als auch im Ausland. Er porträtierte mehrere Persönlichkeiten des öffentlichen Lebens in Südafrika, darunter Jan Smuts, den ehemaligen Premierminister. Die Skulptur von Smuts befindet sich heute in der National Portrait Gallery in London, England. Ein weiteres Werk von Moses Kottler steht am Eingang des Gerichtsgebäudes in Johannesburg. Es ist die Skulptur einer Frau, die die allegorische Figur der Gerechtigkeit darstellt. Die Statue ist fast 3 Meter hoch und aus einem einzigen Steinblock gehauen.
Moses Kottler schloss sich der New Group an, nachdem diese Ende der 1930er Jahre gegründet worden war, und die Gruppe organisierte viele wichtige Kunstausstellungen. In den späteren Jahren seines Lebens blieb Moses Kottler in Südafrika aktiv und nahm an verschiedenen Ausstellungen teil. Seine Werke sind heute in Museen wie der Johannesburg Art Gallery und dem Iziko South African National Gallery in Kapstadt zu sehen. Moses Kottler starb 1977 in Johannesburg.

## Werk
Moses Kottlers Werk zeichnet sich durch eine vielfältige Auseinandersetzung mit den Formen des menschlichen Körpers und der menschlichen Figur aus. In seinen Skulpturen verwendet er häufig Materialien wie Bronze und Stein und legt Wert auf realistische Darstellungen. Viele seiner Skulpturen sind im öffentlichen Raum Südafrikas zu finden und zeigen häufig Porträts und Figuren, die südafrikanische Persönlichkeiten und das kulturelle Leben darstellen. Sein Werk wurde oft mit dem des französischen Bildhauers Auguste Rodin verglichen, dessen Arbeiten er in Paris kennengelernt hatte.
Neben Skulpturen schuf Kottler auch Gemälde und Zeichnungen, die ihm in Südafrika große Anerkennung einbrachten. Seine Arbeiten wurden von der südafrikanischen Kunstszene sehr geschätzt und er wurde zu einem der führenden Vertreter der südafrikanischen Bildhauerkunst des 20. Jahrhunderts.